# Gempol (Cirebon)
Gempol is een bestuurslaag in het regentschap Cirebon van de provincie West-Java, Indonesië. Gempol telt 2886 inwoners (volkstelling 2010).